# Prohászka Ottokár Élet Háza

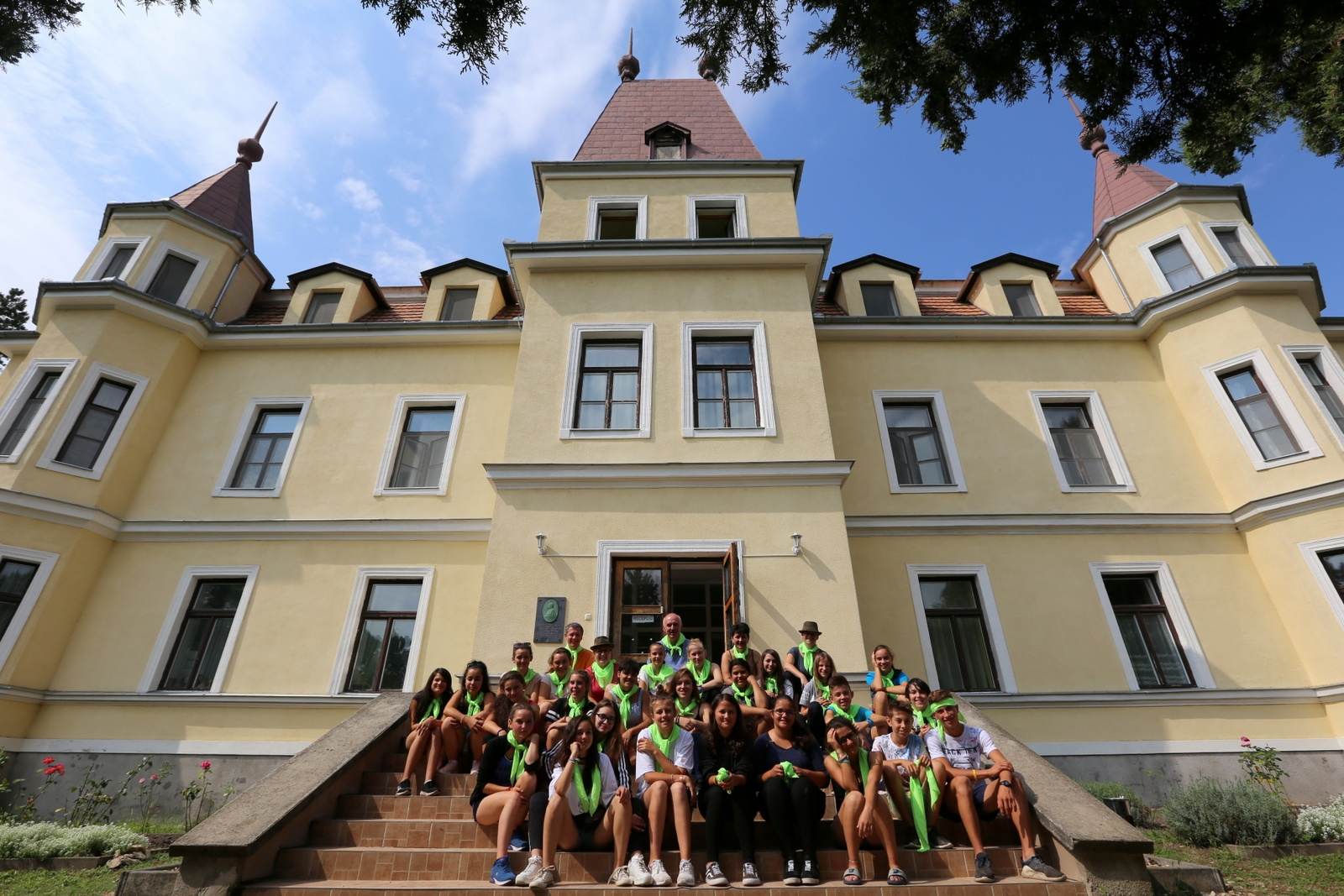
Erdélyi gyerekek táboroznak az Élet Házában, 2019

Csobánkán a hajdani hadi árvaház, későbbi gyógypedagógiai intézet épületegyüttesét 2005-ben kapta vissza a Szociális Missziótársulat. Erdő Péter bíboros arra kérte Böjte Csaba erdélyi ferences szerzetest, hogy az Erdélyben működő anyaotthon mintájára hozzon létre egy magyarországi házat. A Dévai Szent Ferenc Alapítvány Margitliget területén lévő 14 épületegyüttest és a telket Prohászka Ottokár Élet Háza néven újítja fel. 

## Története
Csobánka északi részén Martin Sándor orvos 1897-98-ban épített szanatóriumot, s a környéket elhunyt feleségéről nevezte el Margit-ligetnek. 1909-ben Wettenstein József, a tüdővész elleni szérum feltalálója vette meg és tüdőszanatóriummá alakította. 1917-től hadiárvaházként működött, melyben a szolgálatot a katolikus egyház missziós nővérei látták el. 1950-től a Gyógypedagógiai Intézet otthonaként szolgált. Az épületet és a nagy parkot 2005-ben kapta vissza a Szociális Missziótársulat, melyet ők a szükséges felújítás és a későbbi jobb felhasználás érdekében 100 évre Böjte Csaba ferences atya alapítványára bízták. A sikeres felújítást követően 2007 szeptembertől az épület Prohászka Ottokár Élet Háza néven nyílt meg.